# Vláda národní dohody
Vláda národní dohody (arabsky حكومة الوفاق الوطني) byla přechodná vláda Libye, která byla vytvořena na základě Libyjské politické dohody podepsáné 17. prosince 2015. Tato dohoda byla jednomyslně podpořena Radou bezpečnosti OSN. Dne 31. prosince 2015 podpořil dohodu Aguila Saleh Issa, předseda libyjské Sněmovny reprezentantů.
Vláda národní dohody měla 17 ministrů a jejím předsedou byl Fajiz as-Sarradž. První zasedání vlády proběhlo 2. ledna 2016 v Tunisu. Dne 31. března 2016 dorazila do libyjského hlavního města Tripolisu, po jejím příjezdu se Všeobecný národní kongres vzdal moci.